# Попов, Владимир Иванович (Герой Социалистического Труда)
Владимир Иванович Попов (7 января 1936, с. Покровка, Ленинский район, Северо-Казахстанская область — 31 июля 2016 года, Петропавловск, Казахстан) — комбайнёр совхоза «Беловский» Мамлютского района Северо-Казахстанской области, Казахская ССР. Герой  Социалистического Труда (1967). Почётный гражданин Северо-Казахстанской области (2011).

## Биография
Родился 7 января 1936 года в многодетной крестьянской семье в селе Покровка Ленинского района Карагандинской области.
С подросткового возраста помогал в домашнем хозяйстве, трудился в бригаде местного колхоза. Позднее переехал вместе с семьёй в село Белое Мамлютского района. С марта 1953 года работал учеником токаря в МТС имени Вильямса Мамлютского района. Окончив школу механизации, с 1954 года трудился помощником комбайнёра, с июля 1957 года — комбайнёром МТС имени Вильямса. В 1960—1961 годах — слесарь этой же МТС.
С 1961 года — комбайнёр совхоза «Беловский» Мамлютского района. Одновременно после уборочной страды работал в мастерских МТС, занимаясь ремонтом топливной аппаратуры. За годы Семилетки (1959—1965) достиг выдающихся трудовых показателей, заняв одно из первых мест в социалистическом соревновании среди комбайнёров в Казахской ССР. В течение 1961—1966 годов скосил на свал 1178 гектаров посевных площадей, обмолотил валки с площади в 2891 гектаров и намолотил 35120 центнеров зерновых. Выполнял ежедневный план в ремонтных мастерских на 120—130 %. В мае 1954 году за свои трудовые достижения был награждён званием «Ударник коммунистического труда». За достигнутые успехи в увеличении производства и заготовок зерна в 1966 году удостоен звания Героя Социалистического Труда указом Президиума Верховного Совета СССР от 19 апреля 1967 года с вручением ордена Ленина и золотой медали «Серп и Молот».
В 1964 и 1967 года участвовал во Всесоюзной выставке ВДНХ. В 1976 году был вторично удостоен звания «Ударника коммунистического труда».
Избирался членом Северо-Казахстанского обкома Компартии Казахстана и делегатом XXV съезда КПСС.
В 1996 году вышел на пенсию. Проживал в селе Белое Мамлютского района, в 2001 году переехал в Петропавловск.
Скончался 31 июля 2016 года, похоронен на Новом православном кладбище Петропавловска в посёлке Рабочий.

## Награды
- Герой Социалистического Труда
- Орден Ленина
- Медаль «За освоение целинных земель» (20.10.1956)
- Золотая и бронзовая медаль ВДНХ (28.12.1967)
- Почётный гражданин Северо-Казахстанской области (28.06.2011)